# 罗克鲁瓦战役
罗克鲁瓦战役（法語：Bataille de Rocroi）发生于1643年5月19日，三十年战争期间。交战双方为路易二世·德·波旁率领的法国军队和西班牙军队，地点在法国羅克魯瓦。该战役以法国军队的获胜而告终。
西班牙將軍法蘭西斯科·德·梅洛帶領27,000名士兵由從佛兰德出發，經過阿登進入法國北部地區，從而減輕法軍對弗朗什-孔泰及加泰羅尼亞兩地的軍事壓力。西班牙軍隊進而攻打羅克魯瓦。法國軍隊由年僅21歲的孔代親王路易二世·德·波旁率領下，快速趕在西班牙的6,000援軍來到前逼使西班牙軍隊迎戰。

## 戰鬥
西班牙軍隊未能阻擋一條通過樹林和沼澤到羅克魯瓦的隘路，法軍由此路推進，並在山嶺上集結大軍，準備衝下去進攻圍城的西班牙軍隊。西班牙很快就在鎮和山脊之間形成了防守陣線。約22,000名精銳的法軍被安排成兩行步兵為中心，兩翼為騎兵中隊及砲兵在前面的陣線。西班牙軍隊作出同樣的安排，但步兵以其傳統的方陣為主。兩軍對峙了一晚。
兩軍於翌日黎明時對戰，法軍右路騎兵突破西班牙軍隊的左翼，孔代親王率領法軍由右路攻擊西班牙步兵，雖然西班牙騎兵成功反擊法國騎兵，但是法軍已經形成一個騎兵包圍網。西班牙騎兵仍被法國後備軍纏繞，孔代親王立即由西班牙背後席捲西班牙軍隊，打擊中央的步兵。雖然西班牙軍隊兩次擊退法軍，但是孔代親王以炮兵（包括俘獲的西班牙大炮）攻擊西班牙方陣，使其瓦解。雖然西班牙方陣四次擊退法軍騎兵攻擊，但是在強力炮火攻勢下，非西班牙裔的士兵開始撤退。孔代親王提出允許西班牙軍投降，西班牙軍剩餘的兩個方陣撤退。
此役，西班牙軍隊死傷及投降人數高達15,000人，而法軍只損失4,000人。

## 影響
羅克魯瓦戰役為馬薩林及路易二世·德·波旁(其後被稱為「大孔代」)的一場重要勝仗。此後西班牙在低地國家地區的影響力衰弱。雖然此役並不如法國政治宣傳為標誌西班牙軍隊的災難，因為此役是西班牙軍隊中的德意志人、瓦隆人及意大利人部隊首先投降，而西班牙步兵方陣在強烈的炮火及馬軍連番攻擊下，才被破壞陣線。但是此役標誌着西班牙軍隊的優勢衰落，以及法軍優勢的取而代之；從此法軍稱霸歐洲，一直到1704年敗給英奧聯軍的布倫海姆戰役，才終結其「不敗神話」。

## 註腳
1. 1 2  Tucker, Spencer. . ABC-CLIO. 2011: 200  [2022-03-26]. ISBN 978-1-59884-429-0. （原始内容存档于2021-05-05） （英语）.
2. 1 2  Nolan, Cathal. . www.goodreads.com: 743.   [2020-07-31]. （原始内容存档于2021-04-29）.